# Roches-Bettaincourt
Roches-Bettaincourt è un comune francese di 634 abitanti situato nel dipartimento dell'Alta Marna nella regione del Grand Est.

## Società

### Evoluzione demografica
Abitanti censiti